# Corythomantis galeata
Corythomantis galeata é uma espécie de anfíbio da família Hylidae. Endêmica do Brasil, pode ser encontrada no estado da Bahia.